# فيليكس كوجادينوفيتش
فيليكس كوجادينوفيتش (بالصربية: Феликс Којадиновић) مواليد 12 يونيو 1979 في جمهورية البوسنة والهرسك الاشتراكية، هو لاعب كرة سلة صربي. بدأ مسيرته الاحترافية في سنة 1997. حقق المركز الثالث في الألعاب الجامعية الصيفية 2005.

## المسيرة الاحترافية
لعب مع نادي بوراتس بانيا لوكا من سنة 2000 إلى 2004، ثم لعب مع نادي بوسنا رويال لكرة السلة في موسم 2009–2010، ثم لعب مع ماروسي في موسم 2010–2011.

## الميداليات
| الميدالية | المسابقة                      |
| --------- | ----------------------------- |
| برونزية   | الألعاب الجامعية الصيفية 2005 |